# Comment ça va pour vous ?
Singles de Patrick Bruel
Marre de cette nana-là
(1984) Non, j'veux pas !
(1986)
Pistes de De face (version CD)
Non, j'veux pas ! Marre de cette nana-là
Comment ça va pour vous ? est une chanson de Patrick Bruel, sortie en 1985. Coécrite par Patrick Bruel et Gérard Presgurvic, elle remporte un succès commercial et se classe 27e au Top 50. 

## Histoire
En 1985, après le tube Marre de cette nana-là !, Patrick Bruel enchaîne sur un deuxième succès avec Comment ça va pour vous ?. Le titre au ton léger et humoristique est basé sur des paroles répétitives mais efficaces. Pour Sophie Grassin et Gilles Médioni (biographes), la chanson n'a « rien de subversif. Rien de corrosif ». 
Comme Marre de cette nana-là, la chanson ne figurait pas à l'origine sur le premier album de Patrick Bruel, De face. Elles ont été rajoutées lors de la sortie en CD.

## Classements
Le 29 juillet 1985, le single entre à la 48e place du Top 50. Il se classe à la 27e position le 16 septembre 1985 et restera durant 19 semaines dans le classement.

## Participants
- Chant : Patrick Bruel
- Synthés : Thierry Durbet
- Claviers : Jean-Yves D'Angelo
- Guitares : Kamil Rustam
- Batterie : Manu Katché
- Chœurs : Slim Batteux et C. Luzzana
- Arrangements et réalisation : Kamil Rustam